# 羅伯特冰川
羅伯特冰川（英語：Robert Glacier）是南極洲的冰川，長50公里、寬6公里，是進入愛德華八世灣的兩道冰川之一，該冰川在1954年由澳大利亞極地探險家被發現。
67°10′S 56°18′E / 67.167°S 56.300°E